# Beuzeville-la-Bastille

Beuzeville-la-Bastille este o comună în departamentul Manche, Franța. În 1 ianuarie 2022 avea o populație de 147 de locuitori.